# Herrenhof
Herrenhof est une commune allemande de l'arrondissement de Gotha en Thuringe et qui fait partie de la communauté d'administration Apfelstädtaue.

## Géographie

Situation de la commune (en rouge) dans l'arrondissement de Gotha

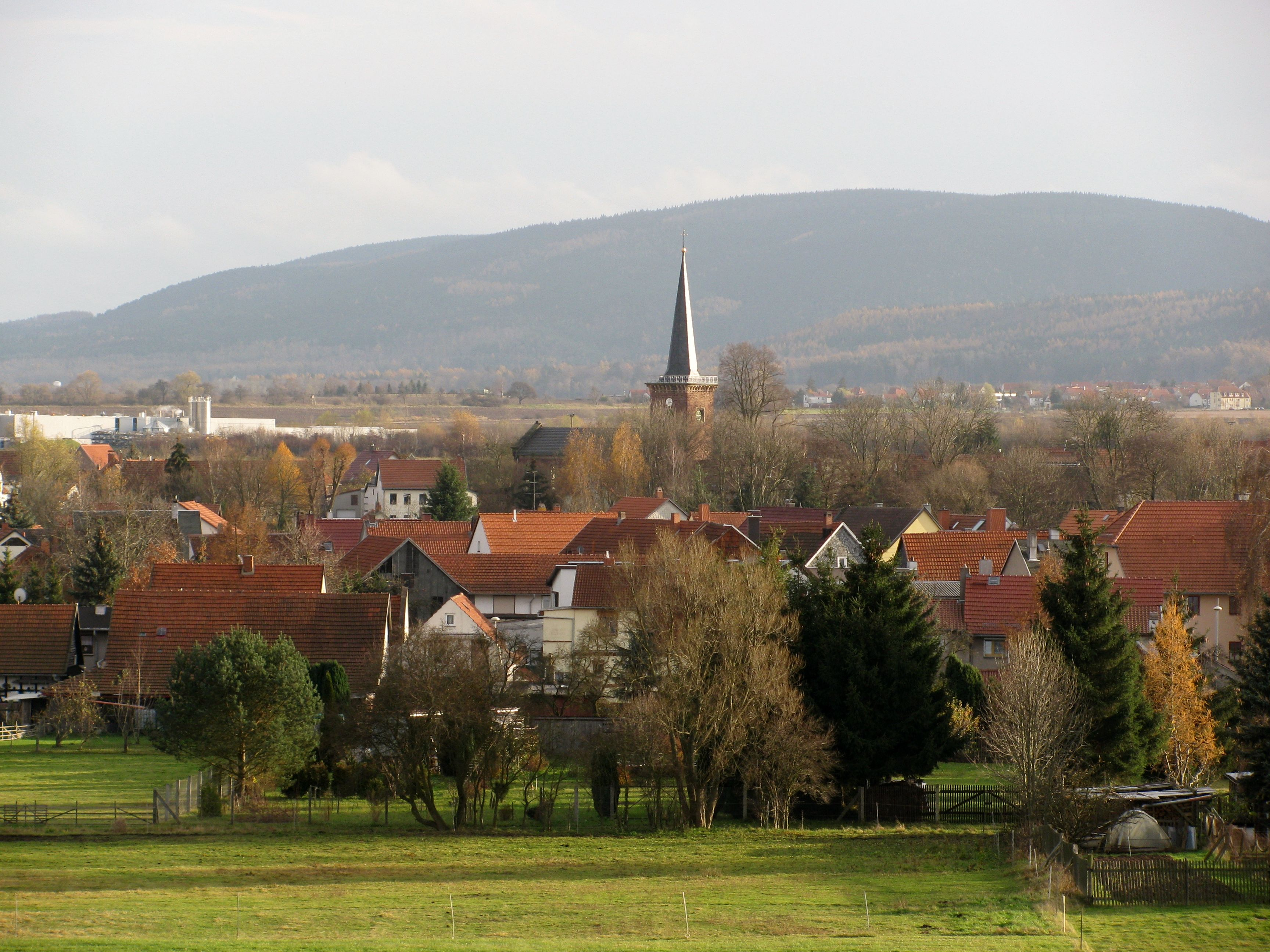
Vue générale du village

Herrenhof est située dans le sud de l'arrondissement, à la limite avec la forêt de Thuringe, sur les rives de l'Apfelstädt, à 14 km au sud de Gotha, le chef-lieu de l'arrondissement. Herrenhof fait partie de la communauté d'administration Apfelstädtaue dont le siège se trouve à Georgenthal.
Communes limitrophes (en commençant par le nord et dans le sens des aiguilles d'une montre) : Hohenkirchen, Ohrdruf, Georgenthal et Leinatal.

## Démographie
| 1910 | 1925 | 1933 | 1939  | 1995 | 2000 | 2005 | 2010 |
| ---- | ---- | ---- | ----- | ---- | ---- | ---- | ---- |
| 842  | 813  | 822  | 1 041 | 884  | 863  | 821  | 784  |

## Communications
La commune est traversée par la route L1028 qui la relie à Hohenkirchen au nord et à Georgenthal au sud.

## Jumelage
Knüllwald (Allemagne) depuis 1990 dans l'arrondissement de Schwalm-Eder en Hesse.